# Szołakkorgan
Szołakkorgan (kaz. Шолаққорған) – wieś w południowym Kazachstanie, w obwodzie turkiestańskim. Liczy około 11 tys. mieszkańców (2006). Ośrodek przemysłu spożywczego.